# Jelena Stiepanowa
Jelena Andriejewna Stiepanowa (ros. Елена Андреевна Степанова; ur. 5 maja?/17 maja 1891 w Moskwie, zm. 26 maja 1978 tamże) – radziecka śpiewaczka operowa (sopran liryczno-koloraturowy); Ludowy Artysta ZSRR

## Życiorys
Pierwszym jej nauczycielem był ojciec – nauczyciel śpiewu chóralnego. Od 6 do 14 roku życia śpiewała w chórach cerkiewnych; od 1902 uczyła się w miejskiej szkole podstawowej, następnie w klasach handlowych. Lekcje śpiewu pobierała w latach 1908—1910 w Moskiewskim Konserwatorium Ludowym u Aleksieja Łosiewa, następnie dwa lata osobiste lekcje u Massimiliano Pollego.
W latach 1908–1912 występowała w chórze, w latach 1912–1924 i 1927–1944 była solistką Teatru Wielkiego, występowała także w Teatrze Maryjskim; w latach 1924–1926 występowała w Leningradzkim Teatrze Opery i Baletu, od 1926 do 1927 – w Moskiewskim Teatrze Operowym im. K.S. Stanisławskiego. Występowała gościnnie w Kijowie, Charkowie, Odessie, Baku, Erywaniu, Tbilisi, Swierdłowsku, Rydze, Taszkencie i w innych miastach.
Jej występy zostały zarejestrowane na płytach w 1912, w latach 1929–1932 i 1934–1937.
Po wypadku samochodowym przerwała występy, prowadziła działalność pedagogiczną i polityczną (od 1934 była delegatem do Mossowietu – Rady Moskwy).

## Tytuły honorowe
- Ludowy Artysta RFSRR (1934);
- Ludowy Artysta ZSRR (2 czerwca 1937)[1].